# Downhill Only Ski Club
Der Downhill Only Ski Club ist der grösste alpine Skiclub Grossbritanniens. Er ist in Wengen in der Schweiz ansässig.

## Geschichte
Am 14. Februar 1925 traten 14 britische Skifahrer gegen den Kandahar Ski Club (Mürren) an, welcher 1924 gegründet worden ist. Da sie im Slalom und in der Abfahrt verloren, gründeten sie am selben Abend den Downhill Only Ski Club. Der grösste Konkurrent des DHO ist der Kandahar Ski Club.

## Bekannte Mitglieder
- Arthur Tedder, 1. Baron Tedder[4]
- Chris Mackintosh
- Richard Waghorn

## Erfolge
- Interklub
  - Silber 1931 Lauberhornrennen[5]
- L.F.W. Jackson
  - Abfahrt: Silber 1930 Lauberhornrennen[6]
- Richard Waghorn
  - Abfahrt: Silber 1931 Lauberhornrennen
  - Kombination: Bronze 1931 Lauberhornrennen